# Американски нинджа
„Американски нинджа“ (на английски: American Ninja) е името на американски филм от 1985 г. на режисьора Сам Фърстенберг с участието на Майкъл Дудикоф и Джуди Арънсън.

## Сюжет
Джо е войник в американската армия. Той е имал тежко детство, което бледо си спомня, но от което знае и владее перфектно бойни изкуства. Скоро Джо разбира че в казармата стават страни неща и има голяма корупция. Сержантът прави мръсни сделки с оръжия с престъпен нарко бос, който има армия от нинджи убийци, които събират пратките и убиват всеки, който се изпречи на пътя им. Застава на пътя им и спасява Патриша дъщеря на генерала, с която се влюбват. Джо става мишена за армията нинджи, защото той и Патриша са единствените двама, които могат да разобличат и спрат тази смъртоносна заплаха.

## В ролите
| Изпълнител     | Роля                     |
| -------------- | ------------------------ |
| Майкъл Дудикоф | Редник Джо Армстронг     |
| Джуди Арънсън  | Патриша Хикок            |
| Стив Джеймс    | Ефрейтор Къртис Джексън  |
| Гиш Кук        | Полковник Уилям Т. Хикок |
| Джон Фуджиока  | Шинюки                   |
| Дон Стюарт     | Виктор Ортега            |
| Джон Ламота    | MSG Риналдо              |
| Тадаши Ямашита | Черна нинджа             |
| Фил Брок       | Редник Чарли Медисън     |
| Джим Гейнс     | шофьор на камион         |

## Дублажи

### Диема Вижън – първи дублаж (2002)
| Превод             | Мариана Загорска                                           |
| Тонрежисьор        | Димитър Кръстев                                            |
| Озвучаващи артисти | Милена Живкова Борис Чернев Васил Бинев Светозар Кокаланов |

### Диема Вижън – втори дублаж
| Преводач            | Саша Добрева                                                               |
| Тонрежисьор         | Цветомир Цветков                                                           |
| Режисьор на дублажа | Димитър Кръстев                                                            |
| Озвучаващи артисти  | Йорданка Илова Силви Стоицов Николай Николов Димитър Иванчев Христо Узунов |

## Филми от поредицата за „Американски нинджа“
Поредицата „Американски нинджа“ включва 5 филма:
- „Американски нинджа“ (1985)
- „Американски нинджа 2“ (1987)
- „Американски нинджа 3“ (1989)
- „Американски нинджа 4“ (1990)
- „Американски нинджа 5“ (1993)